# 12988 Tiffanykapler
12988 Tiffanykapler este o planetă minoră (asteroid) din centura de asteroizi. A fost descoperită pe 2 martie 1981 la Observatorul Siding Spring de Schelte J. Bus. 
Obiectul prezintă o orbită caracterizată de o semiaxă mare de 2,181901 UAi, o excentricitate de 0,06, o înclinație de 6,13721 ° în raport cu ecliptica.